# CA Sporting (Punta Alta)
Club Atlético Sporting – argentyński klub piłkarski z siedzibą w mieście Punta Alta leżącym w prowincji Buenos Aires.

## Osiągnięcia
- Mistrz ligi prowincjonalnej Liga del Sur (10): 1934, 1935, 1936, 1945, 1963, 1964, 1974, 1990, 1999, 2002

## Historia
Klub założony został 25 lutego 1925 roku i gra obecnie w czwartej lidze argentyńskiej Torneo Argentino B.